# Port lotniczy Humberside
Port lotniczy Humberside (ang.: Humberside Airport, kod IATA: HUY, lot ICAO: EGNJ) – lotnisko położone 18,5 km od Grimsby oraz 21 km od Kingston upon Hull. Port lotniczy należy do przedsiębiorstwa Manchester Airport Group, które posiada również międzynarodowy port lotniczy Manchester.
Niskie opłaty lotniskowe powodują, że na lotnisku Humberside działa wiele aeroklubów i panuje na nim nasilony ruch lotnictwa ogólnego.
Z uwagi na rywalizację o połączenia rejsowe z pobliskimi lotniskami, portem lotniczym East Midlands (113 km) i portem lotniczym Doncaster/Sheffield-Robin Hood (45 km), port lotniczy Humberside oferuje tylko dwa rejsowe połączenia pasażerskie. Port obsługuje ruch czarterowy, szczególnie do Palma de Mallorca. Z uwagi na bezpośrednie połączenie rejsowe z Amsterdamem i brakiem innych (oprócz lotów do szkockiego Aberdeen), lotnisko jako jedyne w Wielkiej Brytanii używa zagranicznego portu lotniczego jako portu przesiadkowego. W 2006 obsłużyło 516 000 pasażerów.

## Linie lotnicze i połączenia
| Linia lotnicza  | Kierunek                                     |
| --------------- | -------------------------------------------- |
| BH Air          | Sezonowo: 1. Burgas                          |
| Eastern Airways | 1. Aberdeen Sezonowo: 1. / Jersey 2. Newquay |
| KLM             | 1. Amsterdam                                 |
| TUI Airways     | Sezonowo: 1. Palma de Mallorca               |